# Mindaugas Timinskas
Mindaugas Timinskas (Šilutė, 28 marzo 1974) è un ex cestista lituano.

## Carriera
Con la Lituania ha disputato i Giochi olimpici di Sydney 2000 e tre edizioni dei Campionati europei (1995, 1997, 2001).

## Palmarès

### Squadra
- Campionato spagnolo: 1

Saski Baskonia: 2001-02
- Campionato lituano: 3

Žalgiris Kaunas: 2002-03, 2003-04, 2004-05
- Lega Baltica: 1

Žalgiris Kaunas: 2004-05

### Individuale
- Lietuvos krepšinio lyga MVP finali: 1

Žalgiris Kaunas: 2004-2005